# Медицинска школа Лесковац
Медицинска школа Лесковац је средња медицинска школа у Лесковцу.

## Историјат
Школа је почела са радом 15. октобра 1958. године на иницијативу тадашњег управника болнице др Живојина Поповића. Првобитни назив школе је Средња медицинска школа за медицинске сестре, да би две године касније увођењем одсека фармацеутских техничара добила назив Медицинска школа у Лесковцу. 
Школа је започела рад у бившој сали рачуноводства болнице која је била и прва учионица, а два пута месечно користила је неке од просторија Лесковачке гимназије. Како су послови у школи прерасли могућности да њоме руководи хонорарни директор доктор Живојин Поповић који је истовремено био и директор Медицинског центра „Моша Пијаде“ у Лесковцу, школске 1963/1964. године за директора школе постављен је Љубомир Балић, професор и педагошки саветник. Повећање броја ученика наметнуло је потребу за решавањем проблема простора, те је своју школску зграду школа добила 12. новембра 1966. године. У 1974. години назив школе је промењен у Медицинска школа „Братство-јединство“ у Лесковцу. Број ученика, због популарности школе и угледа који ужива растао је из године у годину. Тако, 1978. године у Медицинској школи је радило 16 одељења са 548 ученика. Године 1998. када назив школе „Братство-јединство“ већ увелико делује као анахронизам, она поново постаје Медицинска школа у Лесковцу. 
У школској 2012/2013. години уписано је укупно 816 ученика и то:
- 261 ученика на смеру фармацеутски техничар,
- 294 ученик на смеру медицинска сестра-техничар,
- 121 ученика на смеру зубни техничар, и
- 140 ученика на смеру гинеколошко-акушерска сестра.